# 东亚酒店
东亚酒店又名东亚大酒店（英文：Oriental Hotel），位於廣東廣州市越秀區长堤大马路320号，于1914年落成，楼高7层。当时全称“先施有限公司环球货品粤行东亚大酒店”，为先施公司附属酒店，由马应彪招股40万投资兴建。其為民國初期廣州較早採用騎樓模式的商業建築之一，南立面為西方折衷主義風格。
酒店楼高7层，内有酒吧、中西餐厅、桌球室、美容室等，七楼天台花园有“不夜天”之称。1925年酒店营业面积超过8000平方米，套房352间，酒店内部陈设高雅大方、古色古香，全部配以酸枝家私。当时酒店拥有专用客货码头与专用电船。舊日出品菜式以紙包雞與洋蔥牛扒遠近馳名。江畔原配有先施公司東亞酒店電船碼頭，專門接載酒店賓客與公司貨物。
文革時期曾被改名為紅鋒旅店。1986年5月復名東亞大酒店。